# Ice cream zombieland
|  | Denne artikel er oprettet af botten PalnaBot ud fra en ekstern database. Den kan derfor have sproglige fejl eller mangler. Denne skabelon kan fjernes efter kontrol af indholdet. |

Ice cream zombieland er en film instrueret af Lea Glob Sørensen og Thomas Hansen.

## Handling
Filmen har turneret i alverdens filmfestivaler, men hjemme i Pakistan er filmkulturen uddød, censuren streng og biograferne ligger i ruiner. I Islamabad blev den sidste biograf brændt ned af religiøse ekstremister, og nu er der ingen tilbage. Fra sin isbar i Islamabad, der er tapetseret med horror-gadgets og plakater fra gulv til loft, spreder Omar budskabet om sin zombiefilm, Hells Ground til pakistanske unge